# Gooikse Pijl
La Gooikse Pijl (en français : Flèche de Gooik) est une course cycliste masculine disputée à Gooik, dans la province du Brabant flamand, en Belgique. Elle est organisée par le Wielerclub Gooik Sportief, club cycliste de Gooik présidé par Danny Schets. Sa première édition a eu lieu en 2004. Depuis 2012, elle fait partie de l'UCI Europe Tour, en catégorie 1.2.

## Palmarès
| Année | Vainqueur             | Deuxième                | Troisième         |
| ----- | --------------------- | ----------------------- | ----------------- |
| 2004  | Renaud Boxus          | Iljo Keisse             | Davy Daniels      |
| 2005  | Jürgen Roelandts      | Jarno Van Mingeroet     | Pieter Duyck      |
| 2006  | Vytautas Kaupas       | Kevin Van der Slagmolen | Stijn Neirynck    |
| 2007  | Fabio Polazzi         | Mindaugas Striška       | Bert De Backer    |
| 2008  | Fréderique Robert     | Stijn Neirynck          | Kevin Peeters     |
| 2009  | Dieter Cappelle       | Jarl Salomein           | Evert Verbist     |
| 2010  | Eliot Lietaer         | Jonas Van Genechten     | Jarl Salomein     |
| 2011  | Benjamin Verraes      | Timothy Dupont          | Steve Schets      |
| 2012  | Ken Hanson            | Tino Thömel             | Antoine Demoitié  |
| 2013  | Vegard Robinson Bugge | Boris Dron              | Eliot Lietaer     |
| 2014  | Roy Jans              | Tom Van Asbroeck        | Laurens De Vreese |
| 2015  | Oliver Naesen         | Dries Van Gestel        | Krister Hagen     |
| 2016  | Aidis Kruopis         | Emiel Vermeulen         | Timothy Dupont    |
| 2017  | Kenny Dehaes          | Gerben Thijssen         | Emiel Vermeulen   |
| 2018  | Jordi Meeus           | Amund Grøndahl Jansen   | Martin Mortensen  |
| 2019  | Pascal Ackermann      | Alberto Dainese         | Timothy Dupont    |
| 2020  | Danny van Poppel      | Gerben Thijssen         | Arvid de Kleijn   |
| 2021  | Fabio Jakobsen        | Danny van Poppel        | Jordi Meeus       |
| 2022  | Gerben Thijssen       | Jasper Philipsen        | Max Kanter        |
| 2023  | Jasper Philipsen      | Olav Kooij              | Dylan Groenewegen |
| 2024  | Tim Merlier           | Jordi Meeus             | Olav Kooij        |

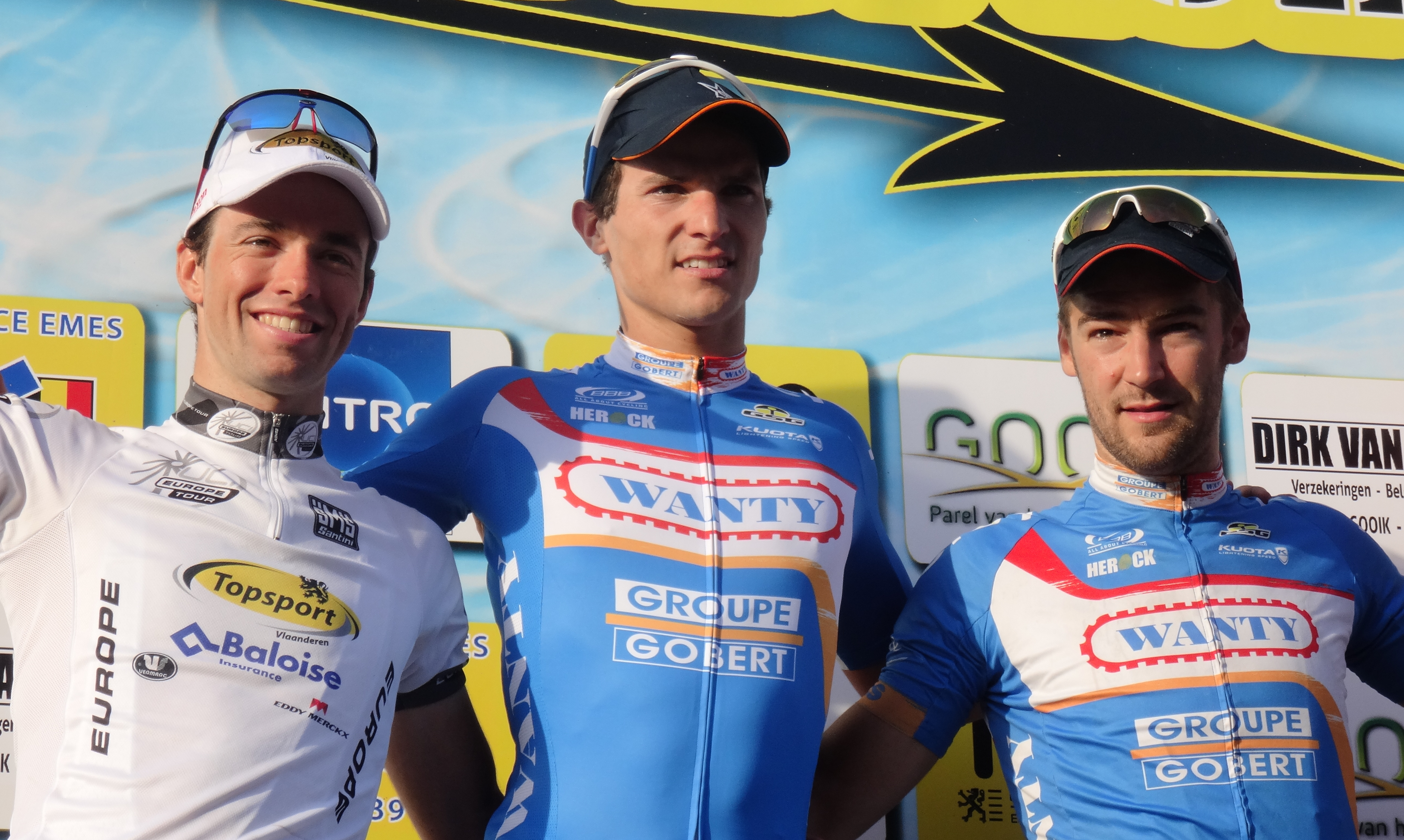
Podium de l'édition 2014 : Tom Van Asbroeck (2e), Roy Jans (1er) et Laurens De Vreese (3e).
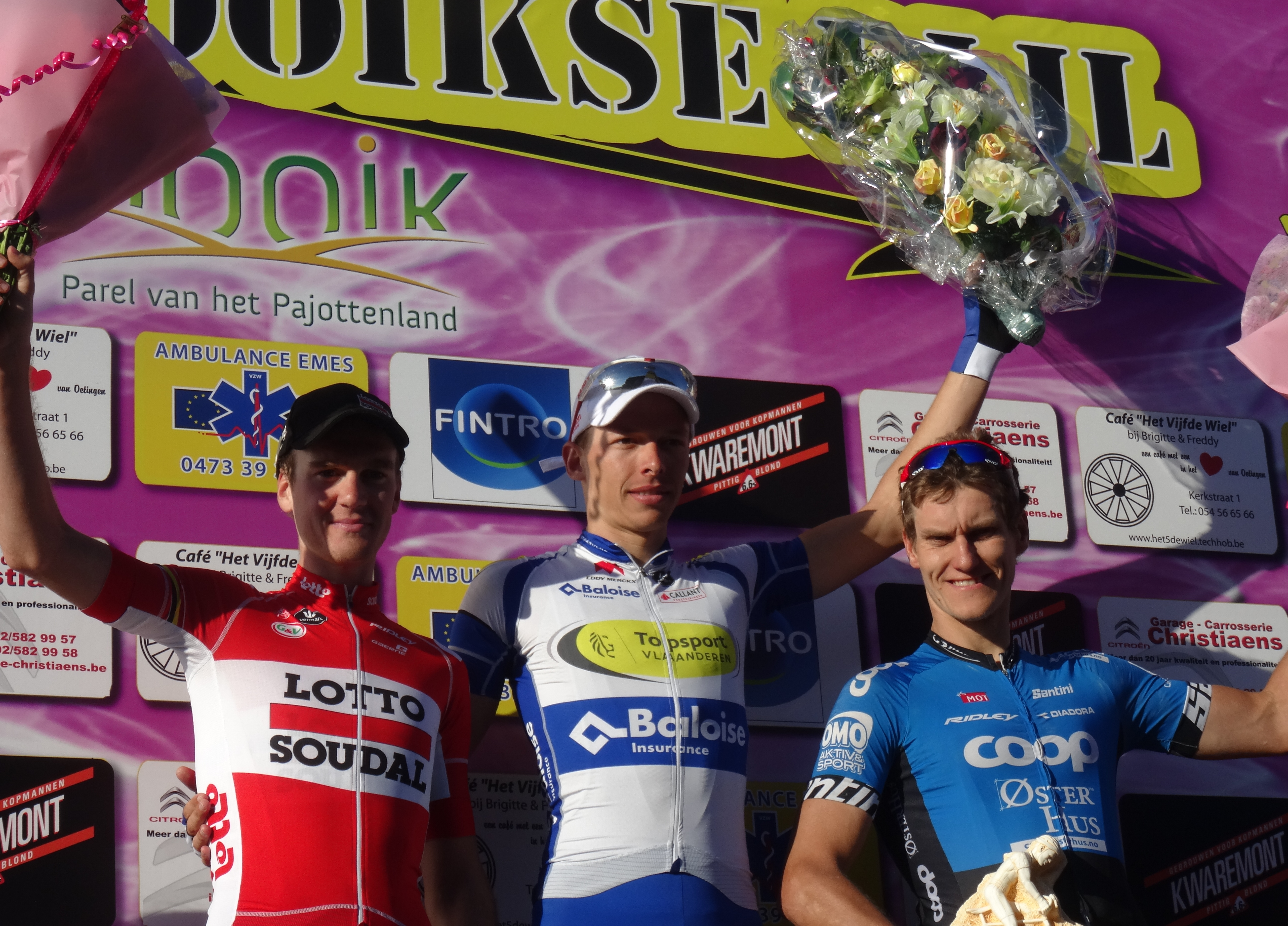
Podium de l'édition 2015 : Dries Van Gestel (2e), Oliver Naesen (1er) et Krister Hagen (3e).